# Jerome Robinson
Jerome Robinson (ur. 22 lutego 1997 w Raleigh) – amerykański koszykarz, występujący na pozycji rzucającego obrońcy, od 2023 zawodnik Golden State Warriors oraz zespołu G-League – Santa Cruz Warriors.
6 lutego 2020 trafił w wyniku wymiany do Washington Wizards. 8 kwietnia 2021 opuścił klub. 29 września 2023 zawarł umowę z Golden State Warriors na występy w NBA oraz zespole G-League – Santa Cruz Warriors.

## Osiągnięcia
Stan na 5 października 2023, na podstawie, o ile nie zaznaczono inaczej.
NCAA
- Zaliczony do:
  - I składu konferencji Atlantic Coast (ACC – 2018)
  - składu honorable mention:
    - All-American (2018 przez Associated Press)
    - All-ACC (2017)
- Zawodnik tygodnia ACC (19.12.2016, 12.02.2018)